# Portret van een zittende man
Het Portret van een zittende man (Frans: Portrait d’homme) is een schilderij van Frans Hals of zijn atelier dat omstreeks 1660 gemaakt is. Sinds 1912 maakt het deel uit van de collectie van het Musée Jacquemart-André in Parijs.

## Herkomst
Nélie Jacquemart kocht het schilderij kort voor haar dood op een openbare veiling in 1912, mede op advies van de Duitse kunsthistoricus Wilhelm von Bode. Haar op dat moment al overleden echtgenoot Édouard André had een collectie Nederlandse meesters aangelegd, met onder andere drie werken van Rembrandt. Dit schilderij vormde daar een waardevolle aanvulling op.  
Na het overlijden van Nélie Jacquemart wordt de collectie van het echtpaar nagelaten aan het Institut de France. Het doek wordt bewaard in hun voormalige herenhuis, het huidige Musée Jacquemart-André. 

## Voorstelling
Het is niet bekend wie er op het schilderij is afgebeeld. De man zit omgedraaid op een stoel, met een arm op de leuning kijkt hij de toeschouwer aan. Het is een compositie die de schilder vaker gebruikte. Het werk wordt laat in Hals' loopbaan gedateerd, toen hij een steeds vrijere penseelvoering ging hanteren. Het schilderij doet haast impressionistisch aan met zijn snel uitgevoerde, gefragmenteerde penseelstreken. De schilder gebruikte een beperk palet van bruin, zilvergrijs en een beetje wit. 
In een studie uit 2023-24 schrijft Claus Grimm het werk niet aan Hals toe, maar aan zijn atelier. Hij doet dat op basis van een vergelijking met het Portret van een man met een slappe hoed uit Kassel. Hoewel de schilder van het werk in Parijs probeert om dit portret te imiteren, bijvoorbeeld in de penseelvoering, slaagt hij er minder goed in om de indruk van een vluchtige momentopname weer te geven. De blijkt met name in de uitvoering van het gezicht die zich te veel richt op de voor de hand liggende contouren van de neus, mond, oogleden en kin.

## Afbeelding

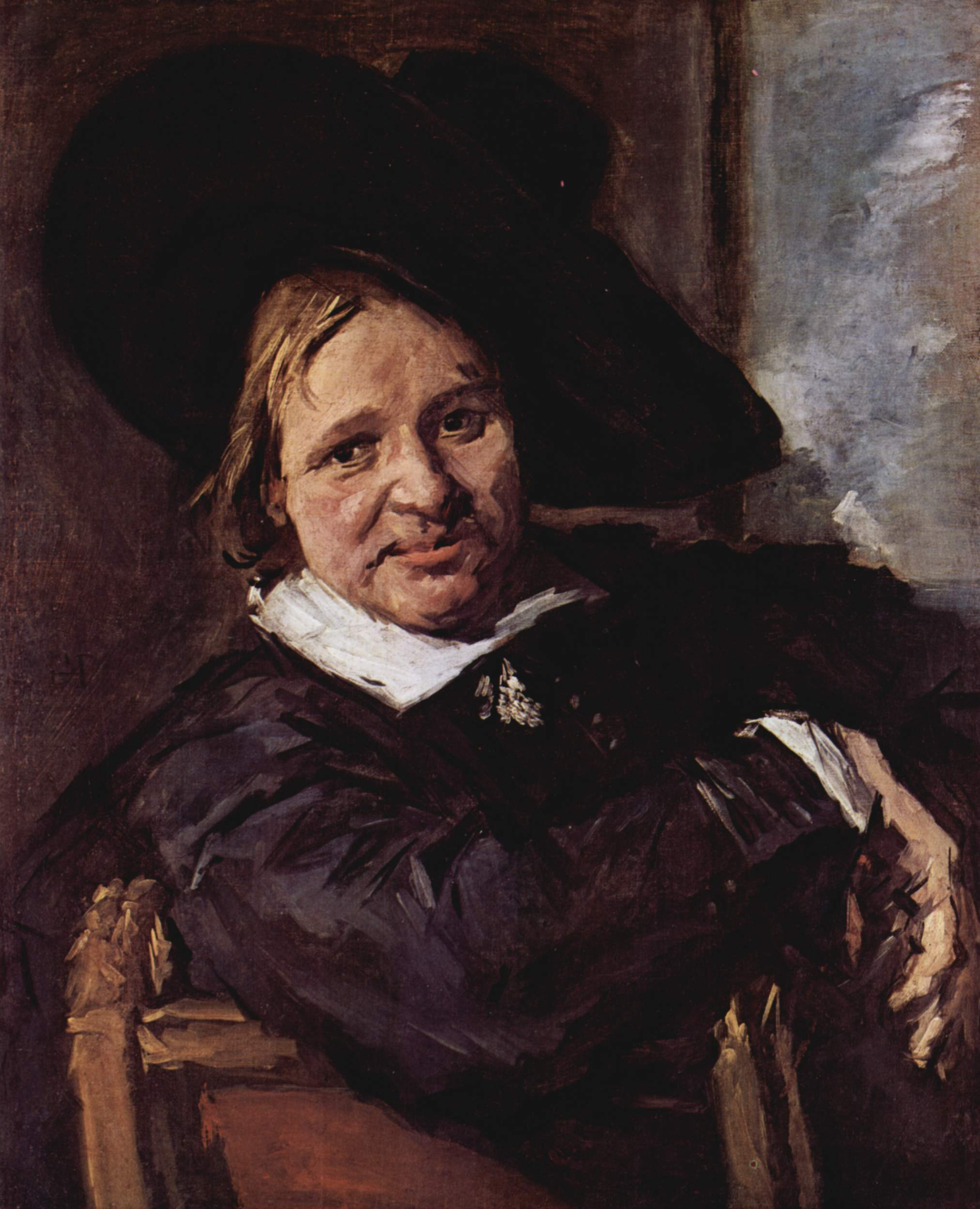
Portret van een man met een slappe hoed (Kassel)